# Comuna Nova Kameanka, Jovkva
Nova Kameanka (în ucraineană Нова Кам'янка) este o comună în raionul Jovkva, regiunea Liov, Ucraina, formată din satele Berezîna, Budî, Dumî, Krîve, Moșceana, Nova Kameanka (reședința), Oliarnîkî și Pilțe.

## Demografie
Componența lingvistică a comunei Nova Kameanka
     Ucraineană (99,82%)
     Alte limbi (0,18%)
Conform recensământului din 2001, majoritatea populației comunei Nova Kameanka era vorbitoare de ucraineană (99,82%), existând în minoritate și vorbitori de alte limbi.